# Williams Lake
Williams Lake is een stad in het binnenland (Interior) van de Canadese provincie Brits-Columbia. De stad ligt centraal in het zuiden van de provincie en centraal in de ruime regio Cariboo. Williams Lake ligt net ten noordwesten van het gelijknamige meer en een kleine tien kilometer ten oosten van de Fraser. Het is de hoofdplaats van het Cariboo Regional District.
Williams Lake is de grootste stad tussen Kamloops en Prince George.

## Klimaat
Williams Lake kent een vochtig continentaal klimaat. De stad ligt in de regenschaduw van het Kustgebergte. De lente vormt het droogste seizoen; de zomer en winter zijn natter. De zon schijnt zo'n 2000 uur per jaar, wat bovengemiddeld is voor Brits-Columbia.